# Fuentelcésped
Fuentelcésped – gmina w Hiszpanii, w prowincji Burgos, w Kastylii i León, o powierzchni 22,03 km². W 2011 roku gmina liczyła 225 mieszkańców.